# پیز کئه‌ور
پیز کئه‌ور (به لاتین: Piz Curvér) یک کوه در سوئیس است که در کانتون گراوبوندن واقع شده‌است. پیز کئه‌ور ۲٬۹۷۲ متر بالاتر از سطح دریا واقع شده‌است.